# Tomáš Holomek
Tomáš Holomek (10. listopadu 1911 osada Hraničky u Kyjova – 1988) byl český a československý právník, politik Komunistické strany Československa a poslanec Sněmovny národů Federálního shromáždění a České národní rady na počátku normalizace.
Hlásil se k příslušnosti k romskému etniku, patřil mezi první Romy z českých zemí, kteří dosáhli vysokoškolského vzdělání, a to na Právnické fakultě Univerzity Karlovy. Jeho synem byl romský aktivista Karel Holomek, vnučkou pak Jana Horváthová, ředitelka Muzea romské kultury.

## Biografie
Narodil se v „cikánské“ osadě Hraničky, která ležela mezi Kyjovem a obcí Svatobořice. Pocházel z rodiny usedlých moravských Romů. Jeho otec Pavel Holomek byl v této osadě vajdou (předákem) a živil se jako koňský handlíř. Později se přestěhoval do nedalekých Svatobořic, kde si postavil rodinný dům. Na základní škole si učitel povšiml Tomášova talentu a doporučil ho ke studiu. Absolvoval pak gymnázium v Kyjově. Naučil se řadu cizích jazyků a ve volném čase působil jako hráč fotbalového klubu SK Svatobořice. Za druhé světové války se skrýval v lesích a romských osadách na Slovensku. Po roce 1945 působil jako vojenský prokurátor. V roce 1969 zakládal Svaz Cikánů-Romů.
Po provedení federalizace Československa usedl do Sněmovny národů Federálního shromáždění. Mandát nabyl až dodatečně v prosinci 1969 po jedné z vln čistek po invazi vojsk Varšavské smlouvy do Československa. Do federálního parlamentu ho nominovala Česká národní rada, v níž rovněž zasedl v té době (listopad 1969). Uvádí se tehdy profesně jako obvodní vojenský prokurátor z Brna. Ve FS setrval do konce funkčního období parlamentu, tedy do voleb roku 1971.

## Zajímavost
Jeho syn Karel o něm uvedl v květnu roku 2016 následující:
„Táta měl šest bratrů a sestru, kteří takové privilegium neměli, studovat šel jen on. Nastoupil na gymnázium v Kyjově, kde exceloval. Latinsky mluvil líp než farář, plynně hovořil francouzsky a německy. Hrál na housle bez not, maloval...“